# Алексеевка (Воловский район, Липецкая область)
Алексе́евка — деревня Захаровского сельсовета Воловского района Липецкой области.

## История
Основана не позднее первой половины XVIII в. В документах 1778 г. упоминается деревня Алексеевская на р. Дубавчике.

## Название
Название — по имени владельца Алексея Хитрово.

## Население
| 2010 | 2012 |
| ---- | ---- |
| 131  | ↗167 |